# Naroma
Naroma is een geslacht van vlinders van de familie spinneruilen (Erebidae), uit de onderfamilie Lymantriinae.

## Soorten
- N. madecassa Griveaud, 1971
- N. nigrolunata Collenette, 1931
- N. signifera Walker, 1856
- N. varipes (Walker, 1865)